# Тунель під Амуром
48°31′33.32″ пн. ш. 135°1′52.30″ сх. д. / 48.5259222° пн. ш. 135.0311944° сх. д.

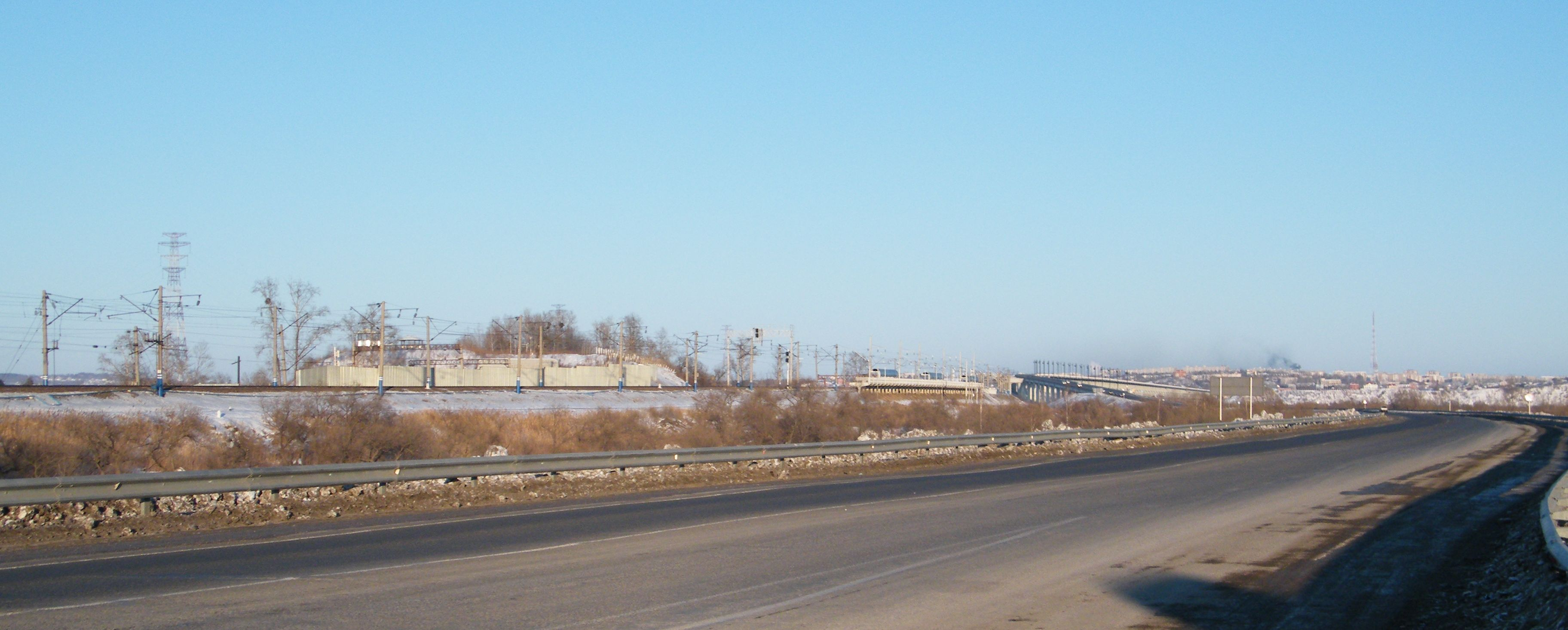
Ліворуч за парканом - лівобережний (західний) портал,
праворуч - лівобережна естакада Хабаровського моста.

Тунель під Амуром (під час будівництва - будівництво № 4) - одноколійний залізничний тунель завдовжки 7198 метрів на Транссибірській магістралі, у Хабаровську. Побудовано в 1937-1941 роках для дублювання мосту через Амур. Є єдиною підводною спорудою на залізницях Росії.
Проекти спорудження тунелю під Амуром виникли через будівництво Транссибу. В 1913 році на виставці Приамурського краю було представлено креслення такого тунелю, але вибір на той час вже було зроблено на користь моста.
У 1930-х роках на східних ділянках Транссибу велося спорудження другої колії. Необхідність будівництва тунелю була обумовлена захопленням в 1931 Японією Маньчжурії, втратою КСЗ і, відповідно, вразливістю моста. В 1936 році, з урахуванням особливого стратегічного значення Транссибу для країни, з ініціативи Генерального штабу РСЧА було прийнято рішення про його будівництво.
Технічний проект підводного тунелю завдовжки 7198 м розроблено в 1937 році інститутом Метропроект, що знаходився тоді в складі Народного комісаріату шляхів сполучення СРСР.
Тунель в 7 км було пройдено за допомогою п'яти щитів на довжині 3627 м, а також гірничим способом (з трьох вибоїв) на східній ділянці, відкритим способом на західній ділянці завдовжки 1350 м. Внутрішній діаметр тунелю - 7400 мм у підводній частині.
Заготівлю щебеню, будівництво будинків та інших наземних споруд переходу вели залізничні війська. Роботи безпосередньо в тунелі під Амуром здійснювали прикомандировані з Метробуду 900 фахівців основних професій та тисяча місцевих вільнонайманих громадян. Всього на «будівництві № 4» працювали близько 5,5 тис. осіб. Ув'язнені працювали на Тунгуському та Новокам'яному кар'єрах, з яких видобували для будівництва вапняк. Чавунні тюбінги постачав Магнітогорський завод.
На початок 1941 року роботи були майже закінчені. В  1941-му, після початку війни, був отриманий наказ І. В. Сталіна в граничний термін завершити укладання колії. І вже 12 липня 1941 року по тунелю пройшов перший пробний поїзд з будівельниками. А в постійну експлуатацію об'єкт був введений 25 жовтня 1942 року.
В 1944 - 1945 рр розпочалося перевезення вантажів, пов'язаних з майбутніми бойовими діями з Японією. Відповідно до наказу наркома шляхів сполучення І. В. Ковальова від 22 травня 1945 року на Далекосхідній магістралі форсованими темпами були проведені роботи по пристосуванню тунельного переходу через р. Амур для пропуску всіх видів транспорту і військових з'єднань. Після закінчення бойових дій на Далекому Сході тунель як секретний об'єкт знаходився на консервації. Через зростання вантажопотоків, для збільшення пропускної здатності Транссибу в 1964 році тунель стали використовувати для руху вантажних потягів в непарному напрямку. Після завершення електрифікації залізниці по тунелю стали пропускати і пасажирські потяги
Станом на 2008 рік потяги прямують як над Амуром - залізничним мостом, так і тунелем. Після завершення в 2009 році другої черги реконструкції Амурського мосту відкриття по ньому двостороннього руху зняло проблему «вузького місця» Транссибу. Це дало можливість провести реконструкцію підводного тунелю, після закінчення якої перетин Амура Транссибірської магістраллю здійснюється вже трьома коліями - дві мостом і одна - тунелем.